# Walkure Romanze: Shōjo Kishi Monogatari
Walkure Romanze: Shōjo Kishi Monogatari (ワルキューレ ロマンツェ 少女騎士物語 Warukyūre Romantse Shōjo Kishi Monogatari?, lit. Valkyrie Romance: Girl Knight Story), también conocido como Walroma (ワルロマ Waruroma?) para abreviar, es una novela visual japonesa para adultos desarrollada por la compañía de novelas visuales Ricotta para computadoras con Windows.
Es la segunda novela visual de Ricotta después de Princess Lover! y fue lanzada el 28 de octubre de 2011. El juego es descrito por el equipo de desarrollo como un "videojuego de aventura romántica de caballeros femeninos" (少女騎士恋愛ADV shōjo kishi renai ADV?)". El 9 de agosto de 2012, Ricotta anunció que un fandisc titulado Walkure Romanze More & More estaba en producción. El fandisc tiene previsto su lanzamiento para el 2013. Una adaptación de la serie animada de televisión titulada Walkure Romanze, producida por 8-Bit y dirigida de Yusuke Yamamoto, comenzó a transmitirse en octubre de 2013.

## Historia
La historia gira en torno a Takahiro Mizuno, un hombre joven que estudia en una academia con las justas como el foco principal para el deporte. Takahiro actúa como asesor deportivo para los jinetes. Takahiro recorre cada día tediosamente hasta que el momento de la competición anual se acerca. Debido a algunas extrañas circunstancias, su amiga de la infancia Mio Kisaki es desafiada a un duelo y ella se ve obligada a participar a pesar de que nunca ha montado un caballo. Takahiro se compromete a capacitar a Mio como su Begleiter (compañero), pero solo hasta que el duelo termine. Mio más tarde se inscribe en el concurso anual. Ella y las otras cuatro heroínas quieren que Takahiro se convierta en su Begleiter.

## Personajes
Takahiro Mizuno (水野 貴弘 Mizuno Takahiro?)
 Seiyū: Seiichirō Yamashita (anime)
Es el protagonista de Walkure Romanze. Fue un muy buen atleta en las competiciones juveniles, pero desde entonces ha dejado la escena debido a una lesión que ocurrió durante el encuentro final del campeonato.
Mio Kisaki (希咲 美桜 Kisaki Mio?)
 Seiyū: Berisa Matsuda (PC), Ai Shimizu (drama CD/anime)
Es una amiga de Takahiro y también vive muy cerca de él. A Mio le gusta ver las competiciones de justas y cree firmemente que Takahiro finalmente podrá recuperarse de su lesión y volver a competir.
Noel Marres Ascot (ノエル・マーレス・アスコット Noeru Maaresu Asukotto?)
 Seiyū: Ran Shimabara (PC), Eriko Nakamura (drama CD/anime)
Es hija de una familia marqués. Sus habilidades en las justas son de primera clase. Noel pone en todo lo que ella desde que entró en las competiciones porque le prometió a su hermana menor que nunca iba a perder cuando este compitiendo frente a ella.
Celia Cumani Aintree (スィーリア・クマーニ・エイントリー Suiiria Kumaani Eintorii?)
 Seiyū: Rino Kawashima (PC), Kei Mizusawa (drama CD/anime)
Fue la ganadora de las competiciones de justas durante su primer y segundo año en la academia y es considerada como una prodigio en ese deporte. Celia también tiene excelentes calificaciones y ha sido la presidenta del consejo de estudiantes por años consecutivos.
Lisa Eostre (リサ・エオストレ Risa Eosutore?)
 Seiyū: Koori Natsuno (PC), Hiroko Taguchi (drama CD/anime)
Es una estudiante de primer año en la academia, pero es considerada como un novata muy prometedora. Nadie en la primera clase anual es capaz de enfrentarse a ella.
Akane Ryuuzouji (龍造寺 茜 Ryūzōji Akane?)
 Seiyū: Hitomi Nabatame
Es la mejor amiga de Mio en la escuela. Ella tiene una gran afición por Celia, tanto así que incluso al decir su nombre ella pierde la concentración. Ella comenzó en las justas a los cinco años.

## Desarrollo
Walkure Romanze es el segundo juego de Ricotta, después de Princess Lover!, lanzado en 2008. El escenario para "Walkure Romanze" está siendo escrito por Hare Kitagawa, Takami Tanikawa, Hatsu, Natake, pulpo, asalto y Orgel. Los créditos de autoría de Kitagawa incluyen a Akiiro Renka, Happiness!, y Time Leap. El escenario para Walkure Romanze está siendo escrito por Hare Kitagawa, Takami Tanikawa, Hatsu, Natake, pulpo, asalto y Orgel. Los créditos de autoría de Kitagawa incluyen a Akiiro Renka. El arte y el diseño de personajes estarán a cargo de Kei Komori, quien también trabajó en Princess Lover!.
Debido al tema de justas inusual del juego y el amor personal de Komori por la armadura, el personal de Ricotta tenía que hacer un montón de investigaciones. En cuanto al juego, al personal le gustaría que el jugador prestara más atención a cómo el deporte de las justas junta el protagonista y la heroína, y cómo la confianza entre los dos florece lentamente en amor. También declararon que originalmente tenían cinco heroínas en proceso de diseño pero el número fue más tarde reducido a cuatro.

### Historia del lanzamiento
Walkure Romanze fue planeado originalmente para ser lanzado en el invierno de 2009, pero desde entonces se ha retrasado a 2010. Fue programada para el 24 de junio de 2011, pero se retrasó posteriormente hasta el 30 de septiembre de 2011.

## Adaptaciones

### Manga
Una adaptación del manga, ilustrado por Mitsu King, fue serializado en ASCII Media Works, Dengeki Daioh entre las cuestiones de mayo de 2012 y julio de 2013. Dos volúmenes tankōbon fueron puestos en libertad: la primera el 27 de noviembre de 2012 y la segunda el 27 de agosto de 2013 Una segunda manga, ilustrado por Manoe Nagisa, fue serializado en ASCII Media Works Dengeki Hime entre el 2012 cuestiones julio y noviembre. Una tercera manga, ilustrada por el No. Gomesu, comenzó la serialización en Comic Valkyrie Web Edition de muertes del Tiempo Comunicación en el segundo volumen liberado el 28 de enero de 2013 Una cuarta manga, titulado Walkure Romanze: Noel Etoile e ilustrado por Sumiyoshi Azuma, comenzó la serialización en Dengeki Hime en la edición de julio de 2013. 

### Anime
Una adaptación serie de anime de televisión, producida por 8-Bit y dirigida de Yusuke Yamamoto, comenzó a transmitirse en octubre de 2013. El tema de apertura es "un-delayed" de Miyuki Hashimoto y el tema de cierre es "Romance en la salida de la luna" por Natsuko Aso.

#### Listado de Episodios
| N.º | Título                                                                              | Fecha De Emisión        |
| --- | ----------------------------------------------------------------------------------- | ----------------------- |
| 1   | "El Jardín de las Flores", "Sakura no es" (桜の園)                                  | 6 de octubre de 2013    |
| 2   | "Ensayos de Mio" "Mio no Shiren" (美桜の試練)                                       | 13 de octubre de 2013   |
| 3   | "La mañana del Duelo" "Ketto sin asa" (決闘の朝)                                    | 20 de octubre de 2013   |
| 4   | "¿Qué se necesita para ser un Caballero" "Kishi no shikaku" (騎士の資格)            | 27 de octubre de 2013   |
| 5   | "Las niñas sin su armadura" "Yoroi o nuida shōjo-tachi" (鎧を脱いだ少女たち)        | 3 de noviembre de 2013  |
| 6   | "Tiempo libre en la colina de Helen" "Herenzuhiru no kyujitsu" (ヘレンズヒルの休日) | 10 de noviembre de 2013 |
| 7   | "Bajo el molino" "Kazaguruma no shita de" (風車の下で)                              | 17 de noviembre de 2013 |
| 8   | "Yo deseo una estrella fugaz" "Nagareboshi ni Negau" (流れ星に願う)                 | 24 de noviembre de 2013 |
| 9   | "El Festival de las doncellas" "Otome-tachi no saiten" (乙女たちの祭典)             | 1 de diciembre de 2013  |
| 10  | "Choque" "Gekitō" (激闘)                                                            | 8 de diciembre de 2013  |
| 11  | "¿Dónde radica la victoria" "Shori no yukue" (勝利のゆくえ)                         | 15 de diciembre de 2013 |
| 12  | "Cuando terminar el Verano" "Natsunoowarini" (夏の終わりに)                         | 22 de diciembre de 2013 |

## Música
El tema de inicio del juego de Walkure Romanze es "Hontō no Yūki ni Kawaru Made" (本当の勇気に変わるまで?) de Miyuki Hashimoto. La canción está compuesta y arreglada por Takagō Azuma. El tema de cierre es "Kibō no Hoshi (Hero)" (希望の星〜HERO〜?) y también es cantada por Hashimoto. El juego también incluye dos canciones de inserción por Sayaka Sasaki: "Rodar en el futuro" y "Mente turbonada".

## Recepción
En 2011 premios del juego bishōjo de Getchu.com (basados en votos de los usuarios), Walkure Romanze ganó el primer lugar en la categoría de gráficos, el segundo lugar en Ero, así como el lugar 20 en general. El juego también fue quinto juego más vendido de Getchu para 2011.